# Кошерское княжество
Кошерское (Каширское, Коширское) княжество — удельное вассальное княжество XIV — XVII веках в Великом княжестве Литовском (с 1569 года — Речи Посполитой). Включало земли на Волыни с центром в городе Кошерск (Волынская область, Украина), охватывая Кошерский уезд Волынского воеводства. Правили княжеством Ольгердовичи, Сангушки, Красицкие.

## История
Княжество было образовано около 1387 года в результате предоставления удела Федору Ольгердовичу его дядей, великим князем волынским Любартом Гедиминовичем. Однако оно стало составной частью Ратненского княжества. Впрочем, оно не было наследственным, а только пожизненным. Его столицей стал старинный городок Кошерск (ныне городище между Старыми и Новыми Кошарами в Ковельском районе). В 1433 году Кошерское княжество вместе с Ратненским перешло в род князей Сангушко.
В 1443 году Кошерский удел выделился в самостоятельное княжество. Первым его правителем стал Иван-Борис Сангушкович, после его смерти в 1475 году княжество унаследовал его брат Александр Сангушкович. Постепенно княжество укреплялось и расширялось. Наибольшего расцвета достигло при князе Андрее Александровиче Сангушке.
В 1534 году княжество перешло к наследникам, правнукам Александру Сангушковичу, которые писались Сангушковичи-Кошерские, а затем Сангушки-Каширские. В 1560-х годах происходит постепенное ограничение автономии княжества, почему его обладатели особо не сопротивлялись, больше внимания уделяя накоплению должностей и имуществ.
Последним кошерским князем был Адам Александр Сангушко (1590—1653), перешедший в католицизм и являвшийся одним из сенаторов, влиявших на политику Речи Посполитой. Детей не имел и потому семья Сангушков-Кошерских угасла, а княжество отошло к Мартину Константину Красицкому, перенесшему административный центр в городок Камень, который стал называться Камень-Каширским. В роду польских магнатов Красицких как обычно крупное земельное владение находилось до 1793 года, когда было ликвидировано российским правительством после Второго раздела Речи Посполитой.

## Управление
Князья не подлежали местной администрации (уездной или воеводской), только в некоторых вопросах великому князю литовскому или польскому королю. Здесь безраздельно господствовало княжеское право (лат. jus ducale), благодаря чему оно фактически превратилось в государство в государстве. Суверенность землевладения относилась к основополагающим элементам княжеского права. Также правителя Кошерского княжества выводили собственные вооруженные отряды (почты) под родовым гербом и хоругвями Волынского воеводства.

## Князья Кошерские
- Фёдор Ольгердович
- Дмитрий Сангушко Фёдорович
- Иван Сангушкович
- Александр Сангушкович
- Михаил Александрович Сангушко
- Андрей Александрович Сангушко
- Андрей Михайлович Сангушко-Каширский
- Александр Андреевич Сангушко-Каширский
- Лев Александрович Сангушко-Каширский
- Григорий Львович Сангушко-Каширский
- Адам Александр Григорьевич Сангушко-Каширский